# حزب الخلاص
حزب الخلاص (بالفرنسية: Parti du Salut)‏ كان حزبا سياسيا في بنين.

## التاريخ
تم إنشاء الحزب في 1994.  وخاض الانتخابات النيابية عام 1995 بالتحالف مع التجمع الوطني للعدالة والسلام. ومع ذلك، فشل الحزبان في الفوز بمقعد.
وخاض الحزب انتخابات 1999 بمفرده وحصل على 2.3٪ من الأصوات وفاز بمقعد واحد. أصبح بيكون نستور عزين النائب الوحيد للحزب. 
قبل انتخابات عام 2003، انضم الحزب إلى الحركة الرئاسية، وهي تحالف من أنصار ماثيو كيريكو، الذي فاز في الانتخابات الرئاسية لعام 2001. وشارك في قائمة مشتركة مع حركة التنمية بالثقافة وحزب التحية ومؤتمر الشعب من أجل التقدم، التي فازت بمقعدين.